# Fred Runeberg
Fredrik Georg (Fred) Runeberg, född 15 juli 1909 i Helsingfors, död där 16 januari 1976, var en finländsk fotograf. Han var son till Nino Runeberg, bror till Heidi Parland och Arne Runeberg och fader till Kristian Runeberg.
Runeberg genomgick sjuklassigt läroverk och företog ett flertal studieresor till Skandinavien, Belgien och Schweiz. Han var innehavare av en fotografiateljé i Helsingfors från 1930 och lärare i praktisk fotografi vid Konstindustriella läroverket i Helsingfors från 1965.
Runeberg var ett flertal gånger ordförande i Finlands fotografers förbunds Helsingforssektion och medlem av styrelsen i Finlands fotografers förbund. Han utgav bildverken Suomalaisia koteja – Hem i Finland (1949), Löysimme ratkaisun (1950) och Helsinki – Helsingfors (1950).